# Gruczoły Ebnera

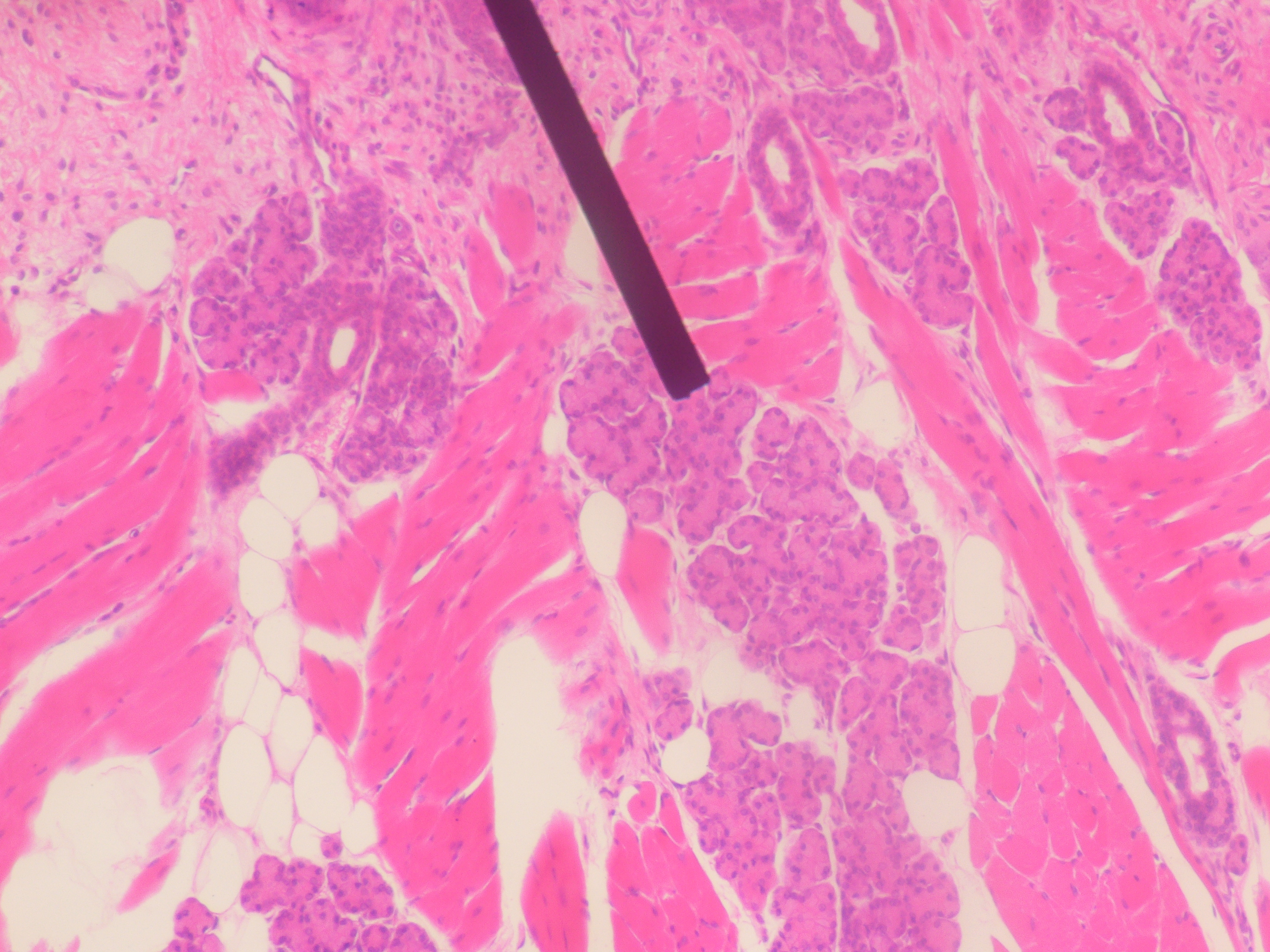
Ludzki gruczoł Ebnera w obrazie histologicznym.

Gruczoły Ebnera, gruczoły językowe tylne Ebnera, gruczoły brodawek okolonych – gruczoły ślinowe mniejsze, zlokalizowane w okolicy trzonu/nasady języka wokół brodawek okolonych i liściastych.
Jako jedyne spośród gruczołów ślinowych małych produkują ślinę typu surowiczego.
Nazwa eponimiczna upamiętnia austriackiego histologa Victora von Ebnera. 